# Lipiński II
Lipiński II (Pażątka II odmienny, Pażątka-Lipiński, Księżyc odmienny, Szeliga odmienny) – kaszubski herb szlachecki, według Przemysława Pragerta odmiana herbu Księżyc lub Szeliga.

## Opis herbu
Opis z wykorzystaniem zasad blazonowania, zaproponowanych przez Alfreda Znamierowskiego:
Lipiński II (Pażątka II odmienny, Pażątka-Lipiński, Księżyc odmienny, Szeliga odmienny): W polu błękitnym półksiężyc złoty z twarzą (okiem w lewo), nad którym takiż krzyż ćwiekowy, ponad którym po bokach po takiejż gwieździe. Klejnot: trzy pióra strusie. Labry błękitne, podbite srebrem.
Lipiński II a (Janta-Lipiński, Pażątka II odmienny, Pażątka Lipiński, Księżyc odmienny, Szeliga odmienny): W polu błękitnym półksiężyc srebrny z twarzą (okiem w lewo), nad którym takiż miecz na opak, między dwiema gwiazdami złotymi. Klejnot: trzy pióra strusie. Labry błękitne, podbite srebrem.
Lipiński II b (Pażątka II, Pażątka-Lipiński, Księżyc odmienny, Szeliga odmienny): W polu błękitnym półksiężyc złoty z zaćwieczonym w środku takimż krzyżem łacińskim, mającym po bokach pod ramionami po takiejż gwieździe. Bezpośrednio nad tarczą korona szlachecka.

## Najwcześniejsze wzmianki
Wariant podstawowy wymieniany przez Ostrowskiego (Księga herbowa rodów polskich), i Nowego Siebmachera. Wariant IIa podawany przez Żernickiego (Der polnische Adel, Die polnischen Stamwappen). Wariant IIb pochodzi z malowidła z bocznego ołtarza z 1734 w kościele we wsi Borzyszkowy.

## Herbowni
Warianty II i IIb przysługiwały rodzinie Pażątka-Lipiński. Wariant IIa przysługiwał także Jantom-Lipińskim. Wariant podstawowy błędnie przypisywano też Szurom-Lipińskim.